# Luftwaffenmusikkorps 1
Das Luftwaffenmusikkorps 1 war ein Musikkorps der Bundeswehr. Das Korps wurde 1958 aus Teilen des späteren Luftwaffenmusikkorps 2 in Karlsruhe aufgestellt und im März 1959 nach Neubiberg, einer Gemeinde am südlichen Stadtrand von München, verlegt.
Am 26. Oktober 2011 wurde durch den Bundesverteidigungsminister im Zuge der Bundeswehrreform die Auflösung des Musikkorps bekannt gegeben. Am 24. März 2014 wurde das Luftwaffenmusikkorps 1 mit einem feierlichen Appell außer Dienst gestellt, die endgültige Auflösung erfolgte zum 30. Juni 2014.

## Aufgabe
Das Musikkorps betreute die Standorte der Bundeswehr in Oberbayern, Schwaben, Franken und der Oberpfalz beim militärischen Zeremoniell. Es betrieb darüber hinaus eine rege Konzerttätigkeit im Rahmen der Öffentlichkeitsarbeit. Einsätze über diesen geographischen Raum hinaus waren aber keine Seltenheit. In der Geschichte eines Musikkorps, das seinen 50. Geburtstag gefeiert hatte, gab es viele Höhepunkte. Dazu gehörten auch zahlreiche Auslandseinsätze, wie z. B. Konzerte und Großkonzerte in Bari und Piacenza (Italien) sowie Mont-de-Marsan (Südfrankreich), ein Einsatz bei der Deutschen Leistungsschau in Japan, Musikshows in Holland, Frankreich, Ungarn und Kanada, Truppenbetreuung in den USA, Kanada, Großbritannien und der Schweiz sowie Einsätze in der Türkei, in Portugal, Belgien, Tschechien, Rumänien und Österreich sowie im Mai 1998 die 40. Internationale Soldatenwallfahrt nach Lourdes (Frankreich).
Aber auch im Inland gab es zahlreiche Höhepunkte. Dazu zählten die Bühnenmusik zu Rolf Hochhuths Die Hebamme, die Umrahmung der Olympischen Spiele in München 1972, der Auftritt bei den „Lustigen Musikanten“ im ZDF, sowie die NATO-Musikfestivals in Kaiserslautern und Mönchengladbach, die Verleihung des Konrad-Adenauer-Preises im Münchner Herkulessaal und Internationale Musikshows in Karlsruhe, Bremen, Hamburg, Kiel, Braunschweig, Stuttgart und zuletzt 1998 im Olympiastadion Berlin zum 50. Jahrestag des Endes der Berliner Blockade.
Das Musikkorps verfügte zur Erfüllung seiner vielfältigen musikalischen Aufgaben neben dem Großen Blasorchester über eine „Kleine Blasbesetzung“ (ca. 15 Mann) sowie mehrere Kammermusikensembles.

## Leitung
Die Chefs des Luftwaffenmusikkorps 1 waren:
| Zeitraum  | Dienstgrad     | Name             |
| --------- | -------------- | ---------------- |
| 1958–1964 | Major          | Wilhelm Siebertz |
| 1965–1972 | Oberstleutnant | Helmut Schaal    |
| 1972–1991 | Oberstleutnant | Roland Lintner   |
| 1991–1995 | Major          | Roland Kahle     |
| 1995–1996 | Oberstleutnant | Volker Wörrlein  |
| 1996–2010 | Oberstleutnant | Hans Orterer     |
| 2010–2014 | Oberstleutnant | Karl Kriner      |

## Diskografie (Auswahl)
- Bayrisch Blau (1998)
- Münchner G’schichten (2002)
- Gute Unterhaltung! (2002)
- Auf festem Grund – Marsch-Raritäten (2003)
- Münchner Kindl (2004)
- Festfanfare – 50 Jahre Luftwaffenmusikkorps 1 Neubiberg (2008)